# Dagmawit Girmay Berhane
Dagmawit Girmay Berhane (* 27. Juli 1975) ist eine äthiopische Sportfunktionärin.

## Allgemeines
Dagmawit Girmay Berhane hält einen Executive Masters (EM) in Sportmanagement, den sie 2004 in Lausanne erhielt. 2005 machte sie ihren Master in der Sparte Bildungsmanagement an der Universität Addis Abeba. Sie arbeitet als stellvertretende Direktorin für DKT International, einer gemeinnützigen Organisation, die sich um Familienplanung und AIDS-Prävention in Entwicklungsländern kümmert.

## Ämter in Sportverbänden
Von 1998 bis 2000 war Berhane Vizepräsidentin des äthiopischen Martial-Arts-Verbandes. Für das äthiopische NOK war sie von 2000 bis 2004 als Vizepräsidentin, von 2004 bis 2008 als Präsidentin und von 2009 bis 2013 als Generalsekretärin tätig. Seit 2013 ist sie Vorstandsmitglied des NOK.
Berhane ist seit 2000 Präsidentin des äthiopischen Badminton-Verbandes und seit 2009 Vorstandsmitglied der Badminton Confederation of Africa. Von 2013 bis 2018 war sie Vizepräsidentin der Badminton World Federation.
Für die Association of National Olympic Committees of Africa ist Berhane seit 2006 als Kommissionsmitglied der Sparte Frauensport und seit 2009 als Vorstandsmitglied tätig. Sie ist ebenfalls Vorstandsmitglied der Vereinigung der Nationalen Olympischen Komitees.

## Tätigkeiten innerhalb des IOC
Von 2010 bis 2015 war Berhane Mitglied der IOC-Kommission für Frauensport. Von 2010 bis 2014 arbeitete sie in der Kommission für die Koordination für die zweiten Olympischen Jugend-Sommerspiele 2014 im chinesischen Nanjing. Seit 2015 arbeitet sie in den Kommissionen für Finanzen, Frauensport und Mitgliederwahl. Seit 2013 ist sie selber Mitglied des IOC.